# 江泽培
江泽培（1923年10月4日—2004年），男，安徽旌德人，中国数学家，曾任北京大学教授、博士生导师，中国概率统计学会理事长。

## 著作
江泽培文集，北京大学出版社，2006